# Nyodes nigrioides
Nyodes nigrioides är en fjärilsart som beskrevs av François Louis Nompar de Caumont de Laporte 1977. Nyodes nigrioides ingår i släktet Nyodes och familjen nattflyn. Inga underarter finns listade i Catalogue of Life.